# 20536 Tracicarter
A 20536 Tracicarter (ideiglenes jelöléssel 1999 RF81) a Naprendszer kisbolygóövében található aszteroida. A LINEAR projekt keretében fedezték fel 1999. szeptember 7-én.